# Die Geschichte der Dreizehn
Die Geschichte der Dreizehn (Originaltitel: Histoire des treize) ist der Gesamttitel dreier Erzählungen innerhalb der Menschlichen Komödie von Honoré de Balzac.

## Kurzbeschreibung
Die Geschichte der Dreizehn schildert drei Episoden, in die der fiktive Geheimbund der Dreizehn verwickelt war.

## Gliederung der Trilogie
Die Geschichte der Dreizehn gehört zu den Szenen aus dem Pariser Leben innerhalb der Sittengeschichten der Menschlichen Komödie. Die Trilogie umfasst folgende Erzählungen/Kurzromane:
- Ferragus
- Die Herzogin von Langeais
- Das Mädchen mit den Goldaugen

## Trilogieübergreifender Inhalt
Ein vereinigendes Element der drei Episoden innerhalb der Geschichte der Dreizehn ist der Geheimbund der Dreizehn, der analog zur Entstehung de Cosa Nostra seine Wurzeln in dem Widerwillen gegen die Herrschenden hat, die „Herrschaft der verbrauchten Greise“: Gegen die „kalte, erbärmliche, poesielose Epoche“ der Restaurationszeit tun sich dreizehn vermögende Fatalisten zusammen, „des platten Lebens, das sie führten, überdrüssig“. Diese „innige Gemeinschaft überragender Männer, die kalten Blutes und voll Hohn inmitten einer falschen, dürftigen Gesellschaft lächelten und fluchten“, verachtete es, etwas in jener Zeit „darzustellen, da sie alles über sie vermochte“. Skrupel kennen die Mitglieder des Geheimbunds dabei keine, „Verbrecher waren sie gewiss“, doch haben sie laut Balzac zum postrevolutionären Zeitpunkt der Veröffentlichung der Geschichte der Dreizehn bereits abgedankt und sind „alle gebrochen, zumindest verstreut. Sie sind friedfertig unter das Joch der bürgerlichen Gesetze zurückgekehrt“.

## Trilogieübergreifende Textanalyse
Bei Die Geschichte der Dreizehn handelt es sich um drei auktorial erzählte Kurzromane, der teilweise auch als Erzählungen bezeichnet werden. Diese Geschichten wurden Balzac zusammen mit anderen Geschichten „von einem anonymen Helden“ übergeben, behauptet Balzac im Vorwort der Trilogie. Balzac hat nach eigener Aussage für seine Trilogie „die gelindesten Abenteuer bevorzugt“ und diejenigen Episoden, „die ihn vor allen übrigen durch ihr Pariserisches Arom und ihre bizarren Gegensätzlichkeiten verführten.“ Alle drei Texte sind in der französischen Restaurationszeit verortet, in Die Geschichte der Dreizehn allerdings entgegen der Chronologie angeordnet: Ferragus spielt im Jahr 1820, Die Herzogin von Langeais im Jahr 1818 (mit einer Rahmenhandlung im Jahr 1823), Das Mädchen mit den Goldaugen im Jahr 1815. Alle drei Texte erzählen aus der „Werkstatt von Genüssen“ Paris, die Rahmenhandlung von Die Herzogin von Langeais spielt außerdem auf Mallorca. Angereichert werden die drei Geschichten durch vorangestellte oder eingebettete essayartige Textabschnitte, in denen Balzac sich den Charakteristika der Pariser Straßen widmet (Ferragus) oder einigen „halbpolitischen Ausführungen“ (Die Herzogin von Langeais); in Das Mädchen mit den Goldaugen macht dieser Essay sogar rund ein Fünftel der Gesamterzählung aus und beschäftigt sich mit der Pariser Bevölkerungs-Schichtung.

### Trilogieübergreifende Themen
Alle drei Episoden innerhalb der Geschichte der Dreizehn handeln von der Liebe, über die Balzac in Das Mädchen mit den Goldaugen jedoch im Pariser Kontext meint: „die Liebe ist hier ein Gelüst und der Haß eine Anwandlung, es gibt hier keinen wahren Verwandten als die Tausendfrancnote, keinen anderen Freund als das Leihhaus. […] Wer aber herrscht in diesem Land […]? Das Geld und das Vergnügen“, und daher werden die Menschen „gepeitscht von einer erbarmungslosen Gottheit, der Sucht: Sucht nach Geld, nach Ruhm oder nach Amüsement.“ Bloßes Amüsement wirft auch einen Schatten auf einige der in der Geschichte der Dreizehn geschilderten Spielarten der Liebe:
- In Ferragus löst die platonische Liebe des Auguste de Maulincour zu Clémence Desmarets eine Dynamik aus, die selbst die väterliche Liebe Ferragus‘ zu Clémence nicht stoppen kann und die letztlich die eheliche Liebe zwischen Clémence und Jules Desmarets zerstört.
- In Die Herzogin von Langeais bewirkt die leidenschaftliche Liebe des Armand de Montriveau zu Antoinette de Langeais, dass die anfangs von Antoinette nur vorgespielte Liebe zu einer leidenden, dann zu einer platonischen Liebe wird.
- In Das Mädchen mit den Goldaugen trifft die leidenschaftlich-zerstörerische Begierde des selbstsüchtigen Henri de Marsay auf die leidenschaftlich-selbstzerstörerische Liebe der selbstlosen Paquita Valdès; ihre Affäre steht unter dem Schutz der väterlich angehauchten Liebe von Paquitas ergebenem Diener Christemio (Mann von Paquitas Amme) zu seinem „Idol“ Paquita.[16]

In allen Teilen der Trilogie tritt dabei neben die Liebeszerrüttung auch der Liebestod: Paquita Valdès stirbt aufgrund ihrer Liebe, Antoinette de Langeais stirbt aufgrund ihrer Liebe, Clémence Desmarets und Auguste de Maulincour sterben aufgrund ihrer Liebe. Doch in allen drei Teilen der Trilogie sind es die Frauen, die als gefügige Objekte erotischer Gefühle in mehr oder minder grobmaschigen goldenen Käfigen gehalten werden, wobei Das Mädchen mit den Goldaugen deutlich macht, dass nicht das biologische Geschlecht des Unterdrückers für die Unterdrückung relevant ist, sondern nur die sozio-ökonomische Unterlegenheit des im goldenen Käfig gehaltenen Sexualobjekts.
Neben der Liebe zum Menschen handelt die Geschichte der Dreizehn immer wieder auch von der Liebe zum Geld, in Ferragus verkörpert durch den Bankier Baron Nucingen und den Börsenmakler Jules Desmarets, in Die Herzogin von Langeais unter anderem verkörpert durch die Verwandten Antoinettes, die Antoinette vor Vermögensverlust infolge eines Ehebruchs warnen: „Ich kenne keinen Beichtvater, der uns von Armut freispricht.“ In Das Mädchen mit den Goldaugen ist es sogar so, dass Paquita erst von ihrer Mutter in die Sklaverei verkauft wurde, dann die gleiche Mutter mit Schweigegeld dazu gebracht wird, den Mord an Paquita zu verheimlichen: „In Balzacs Gesellschaftspanorama wird alles vom ‘aufsteigende[n] Lauf des Geldes angetrieben‘“, zitiert der Marburger Literaturwissenschaftler Manuel Bauer aus Das Mädchen mit den Goldaugen: „In diesem Zusammenhang kommt es [...] zu einer kapitalistischen Zuspitzung des Teufelspaktes.“
Die Geschichte der Dreizehn gehört zu den Szenen aus dem Pariser Leben innerhalb der Sittengeschichten, in denen Balzac ein Sittenbild verschiedener Gesellschaftsstände zeichnen will. Besonders deutlich wird der Charakter von Die Geschichte der Dreizehn als Sittengemälde in dem kürzesten Trilogie-Teil Das Mädchen mit den Goldaugen: In diesem Teil von Balzacs Menschlicher Komödie wird die „Kadaverphysiognomie“ von Paris analog zu den Höllenkreisen in Dante Alighieris Göttlicher Komödie geschildert, „denn nicht nur im Schmerz wurde Paris eine Hölle genannt. Nehmt dieses Wort für wahr. Alles dort raucht, alles brennt, alles leuchtet, alles brodelt, alles lodert, verdunstet, erlischt, entflammt aufs neue, funkelt, prasselt und verzehrt sich.“ Im ersten Höllenkreis, der ersten gesellschaftlichen Sphäre, leben die proletarischen Habenichtse und diejenigen, die aus Not zu Doppelverdienern werden, in der zweiten Sphäre die Kleinbürger, doch auch in jener zweiten Sphäre muss man, „um diesem allumfassenden Gebieter – Vergnügen oder Gold – zu gehorchen, die Zeit verschlingen, die Zeit auspressen, Tag und Nacht mehr als vierundzwanzig Stunden finden, seine Kräfte vergeuden, sich totarbeiten, dreißig Jahre des Alters für zwei Jahre einer kränklichen Ruhe verkaufen. Nur, der Arbeiter stirbt im Spital, wenn die letzte Stufe seiner Verkrüppelung erreicht ist, während der Kleinbürger darauf besteht zu leben, und er lebt auch, allerdings verblödet“. Im „dritten Kreis dieser Hölle […], die vielleicht eines Tages ihren Dante haben wird“, sitzt das Großbürgertum, deren Angehörige nicht mehr „ihren aufrechten Sinn“ bewahren: „sie fühlen nicht mehr, sie wenden die Regeln an, die das Geld verdreht“, so Balzac: „Ihre in Wahrheit vorhandene Dummheit verbirgt sich unter einem Spezialwissen. Sie kennen sich in ihrem Beruf aus, sind jedoch unwissend in allem, was außerhalb dessen liegt. Um ihre Selbstachtung zu retten, stellen sie dann alles in Frage, bekritteln ohne Überlegung, geben sich als Zweifler und sind in Wirklichkeit Hohlköpfe, ertränken ihren Verstand in ihren endlosen Erörterungen.“ Über dieser vierten Sphäre lebt in der fünften Sphäre die Künstlerwelt, darüber in der letzten Sphäre der Adel: „Die kreisende Spirale des Geldes hat die Spitzen erreicht […] in Form von Mitgiften und Erbschaften“, und die „Kadaverphysiognomie“ von Paris zeigt sich am ausgeprägtesten in der „Physiognomie der Reichen, die Fratze der Impotenz, die den Widerschein des Goldes trägt und aus der die Intelligenz geflohen ist.“ Gesellschaftlicher Aufstieg ist möglich, wenn man sich an die „kreisende Spirale des Geldes“ hängt: „Jede Sphäre wirft […] seine gesamte Brut in die nächsthöhere Sphäre“, oder versucht es zumindest, beispielsweise „raffen“ die Großbürger „das Geld an sich und horten es, um sich mit den Adelsfamilien zu verbinden.“ Doch in all diesen Sphären „findet der Beobachter dieselben Lächerlichkeiten wieder, die sich lediglich durch die Transparenz oder Dicke des Lacks unterscheiden. Gehaltvolle Gespräche sind die Ausnahme, gemeinhin führt in den verschiedenen Zonen die Beschränktheit das Wort. Wenn in den oberen Sphären zwangsläufig viel geredet wird, so wird dort wenig gedacht. Denken ist eine Last, und die Reichen sehen das Leben gern ohne sonderliche Anstrengung verrinnen“, so Balzac: „Wie hoch man in der Gesellschaft steigt, man findet dort nicht weniger Schmutz als unten; nur erhärtet er dort und wird vergoldet.“

### Trilogieübergreifende Figuren
Einige Charaktere haben in Die Geschichte der Dreizehn mehrfach eine teilweise handlungstragende Rolle inne:
- Ferragus ist nicht nur die Titelfigur des gleichnamigen Textes, sondern in Das Mädchen mit den Goldaugen auch einer jener drei Freunde des Henri de Marsay, die bereit sind, Henri bei dessen geplanter Mordtat an Paquita zu unterstützen,[31] was sich dann aber als nicht mehr als notwendig erweist.
- Antoinette von Langeais ist nicht nur die Titelfigur von Die Herzogin von Langeais, sondern wird in Ferragus gegenüber Clémence Desmarets während eines Verkaufsgesprächs in einem Blumenladen erwähnt.[32]
- Henri de Marsay, Hauptfigur in Das Mädchen mit den Goldaugen, ist in Ferragus derjenige Fest-Gast, der Auguste de Maulincour gegenüber behauptet, bei Ferragus handle es sich um einen reichen Portugiesen namens de Funcal.[33] In Die Herzogin von Langeais taucht Henri de Marsay mehrfach auf: Er ist es,
  - der Antoinette de Langeais auf den ersten gesellschaftlichen Anlass begleitet, zu dem Antoinette nach dem Bruch mit Armand de Montriveau geht.[34]
  - der durch einen Tuilerienpark-Spaziergang mit Montriveau diesem das Alibi verschafft, dass Montriveau nicht ehebrecherisch mit Antoinette de Langeais zusammen gewesen sein konnte, obwohl deren Kutsche vor seiner Wohnung parkte.[35]
  - der zusammen u. a. mit dem Vitzdom von Pamiers „die verletzenden Gerüchte“ zuungunsten der Vitzdom-Großnichte Antoinette de Langeais dadurch bekämpft, dass er darauf verweist, Antoinette könne nicht in ehebrecherischer Absicht bei Armand Montriveau gewesen sein, da jener gerade mit Henri de Marsay spazieren ging.[36]
  - der als Mitglied des Einsatzkommandos der Dreizehn Antoinette aus dem mallorquinischen Kloster befreien will.[37]
- Auguste de Maulincour, Hauptfigur in Ferragus, ist es, der in Die Herzogin von Langeais die Gerüchteküche anheizt, indem er seiner „Geliebten“ Clara de Sérizy mitteilt, dass vor der Wohnung von Armand de Montriveau als Anzeichen eines öffentlichen Ehebruchs die Kutsche von Antoinette de Langeais parke.[38]
- Baron Nucingen, innerhalb der Menschlichen Komödie auch titelgebend für die Erzählung Das Haus Nucingen (Originaltitel: La maison Nucingen), ist in Ferragus Auftraggeber des Börsenmaklers Jules Desmarets[39] und in Das Mädchen mit den Goldaugen ein Bekannter des Henri de Marsay sowie Nachbar der eifersüchtigen Marquise von San Real, die Paquita gefangen hält.[40]
- Der Marquis de Ronquerolles ist in Ferragus jener Gegner, der Auguste de Maulincour in einem als Duell getarnten Mordanschlag beinahe tötet.[41] In Die Herzogin von Langeais gehört Ronquerolles zu dem Einsatzkommando der Dreizehn, das Antoinette de Langeais aus dem mallorquinischen Kloster befreien will.[42] In Das Mädchen mit den Goldaugen begegnet Ronquerolles flüchtig seinem Duz-Bekannten Henri de Marsay im Tuilerienpark.[43]
- Clara de Sérizy ist die Schwester des Marquis de Ronquerolles, in Ferragus Gegenstand eines Scherzes des Auguste de Maulincour und somit Vorwand vor Ronquerolles, Auguste zum Duell zu fordern und beinahe zu töten.[41] In Die Herzogin von Langeais ist Clara de Sérizy jene Person, von deren Ball die Titelfigur durch Armand de Montriveau entführt wird,[44] nachdem Clara de Sérizy an dem für die Urfassung der Herzogin von Langeais titelgebenden Beil-Dialog teilnahm (Titel der Urfassung: Ne touchez pas à la hache, deutsch Rührt das Beil nicht an).[45] Clara de Sérizy ist es auch, die die Herzogin von Langeais darauf aufmerksam macht, dass Armand de Montriveau plötzlich „nirgends mehr“ gesehen wird.[46]
- Der Vitzdom von Pamiers ist in Ferragus ein Ratgeber des Auguste de Maulincour,[47] in Die Herzogin von Langeais ein Ratgeber der Antoinette de Langeais[48] und einer derjenigen, die „die verletzenden Gerüchte“ zuungunsten der Vitzdom-Großnichte Antoinette dadurch bekämpfen, dass sie darauf verweisen, Antoinette könne nicht ehebrecherisch bei Armand de Montriveau gewesen sein, da jener gerade mit Henri de Marsay spazieren ging.[36] Über das genaue Alter des Vitzdom gibt es in Die Geschichte der Dreizehn widersprüchliche Angaben: In der im Jahr 1818 spielenden Herzogin von Langeais ist der Vitzdom fast 80 Jahre alt,[17] in der 1820 spielenden Geschichte Ferragus 67 Jahre.[47] Sofern jedoch zwei verschiedene Personen gemeint sind, besitzen sie große Gemeinsamkeiten hinsichtlich ihres Charakters (altbackene Ratschläge für Auguste im Ferragus und für Antoinette in Die Herzogin von Langeais) und ihrer vorangegangenen Karriere als ehemaliger Kommandeur des Malteserordens.[49][50]

## Hintergrund
Balzacs Geschichte der Dreizehn war vom Erfolg von Charles Nodiers Histoire des sociétés secrètes de l'armée et des conspirations militaires qui ont eu pour objet la destruction du gouvernement de Bonaparte (1815) und den Mémoires de Vidocq, chef de la police de Sûreté (1828) beeinflusst: „Geheimbünde von Männer, die außerhalb der sozialen Ordnung standen und Macht über die Gesellschaft zu erringen suchten, gab es also in der Pariser Wirklichkeit und in der romantischen Literatur mehr als genug. Dem zollte Balzac Tribut.“

## Deutschsprachige Textausgaben (Auswahl)
- Geschichte der Dreizehn. (= Die menschliche Komödie. Band 7.) 2. Auflage. Insel-Verlag, Frankfurt am Main 2016. ISBN 978-3-458-33607-5.
- Geschichte der Dreizehn. 3 Erzählungen. Kiepenheuer, Weimar 1985.
- Geschichte der Dreizehn. Aufbau-Verlag, Berlin 1976.
- Geschichte der Dreizehn. 2 Bände. Goldmann, München 1967–1970.
- Geschichte der Dreizehn. Rowohlt, Berlin 1924.
- Die Geschichte der Dreizehn. In: Die Geschichte der Dreizehn ; Vater Goriot ; Oberst Chabert. (= Die menschliche Komödie. Band 6.) Insel, Leipzig 1924. S. 5–408.

## Filmadaptionen (Auswahl)
- Le Club des Treize, Regie: Henri Andréani (1877–1936), 1914.[52]
- La Storia dei Tredici, Regie: Carmine Gallone, 1917.[53]
- Die Dreizehn, Regie: Alfred Halm, 1918.[54]
- Out 1: Noli me tangere, Regie: Jacques Rivette, 1971.[55]

## Sekundärliteratur (Auswahl)
- Izumi Nishikawa: L'unité dans l'Histoire des Treize. Les Treize et Paris dans la structure des contrastes. In: Gallia. Bulletin de la Société de Langue et Littérature Françaises de l'Université d'Osaka. Jg. 42, 1994, ISSN 0387-4486, ISSN 0387-4486, S. 9–16. (pdf).
- Paul Strohmaier: Die Gesellschaft und ihr Double. Balzacs Histoire des Treize. In: Martin Biersack, Teresa Hiergeist, Benjamin Loy (Hrsg.): Parallelgesellschaften. Instrumentalisierungen und Inszenierungen in Politik, Kultur und Literatur." (="Romanische Studien. Beihefte 8.) AVM.edition, München 2019. ISBN 978-3-95477-103-5. S. 99–114. pdf